# Ardres
Ardres (historische Nederlandse naam: Aarden) is een gemeente in het Franse departement Pas-de-Calais (regio Hauts-de-France). De gemeente maakt deel uit van het arrondissement Calais. Ardres telde op 1 januari 2022 4.393 inwoners.

## Geschiedenis
Oude vermeldingen gaan terug tot Arda in de 11de eeuw, wat Aarde of Akker betekent. In de 12de eeuw bouwde ene Arnold tussen de nederzetting Ardres en de heuvel een motte met toren met de heuvel als natuurlijke grens. Daarvoor had hij in het broek nabij de molen enkele sluizen gemaakt. Nadat hij het geheel omringd had met een aarden wal met een gracht, poorten en een ophaalbrug, verstevigde hij de toren. Korte tijd later stond hij bekend als de (bescherm)heer van Ardres.

## Geografie
De oppervlakte van Ardres bedroeg op 1 januari 2022 13,52 vierkante kilometer; de bevolkingsdichtheid was toen 324,9 inwoners per km². Door het noorden van de gemeente loopt het Canal de Calais, waarvan het Canal d'Ardres aftakt. In de gemeente liggen onder meer de gehuchten Pont d'Ardres en Bois en Ardres.

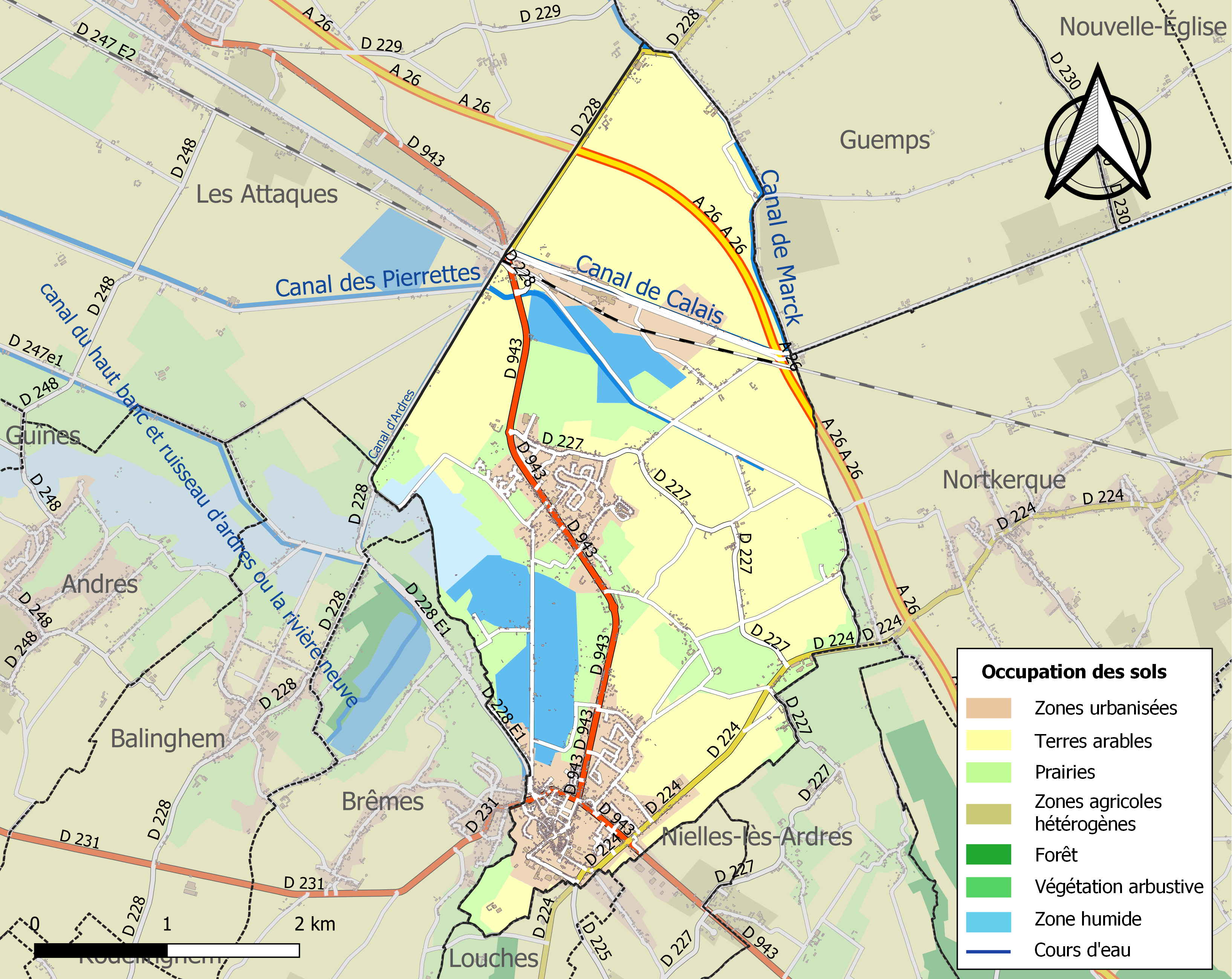
Kaart van de gemeente met belangrijkste infrastructuur, bodemgebruik en omliggende gemeenten

## Bezienswaardigheden
- De Église Notre-Dame-de-Grâces dateert uit de 16de eeuw en werd in 1974 ingeschreven als monument historique.
- De karmelietenkapel, in 1974 ingeschreven als monument historique.
- Het Bastion Condette is een restant van de 16de-eeuwse stadsvestingen en werd in 2003 geklasseerd als monument historique.
- De ondergrondse restanten van een aantal 16de-eeuwse graansilo's, "Les Poires" genoemd, werden in 2003 geklasseerd als monument historique.
- Op de gemeentelijke begraafplaats van Ardres bevinden zich een tiental Britse oorlogsgraven uit de Tweede Wereldoorlog.

## Demografie
Onderstaande figuur toont het verloop van het inwonertal (bron: INSEE-tellingen).

## Verkeer en vervoer
In het noorden van de gemeente ligt het spoorwegstation Pont-d'Ardres in het gehucht Pont d'Ardres.
Ten oosten en noorden van Ardres loopt de autosnelweg A26/E15, die geen op- en afrit heeft op het grondgebied van de gemeente.